# Humboldt (Tennessee)
Humboldt – miasto w Stanach Zjednoczonych, w stanie Tennessee, w hrabstwie Gibson.